# Tant qu'il y aura des pommes
 (juillet 2025).
Pour plus de détails, voir Fiche technique et Distribution.
Tant qu'il y aura des pommes est un court métrage français réalisé par Manuel Otéro, sorti en 1999.

## Synopsis
Adam et Ève, ou en toute apparence un couple dans une tenue tout adéquate, sont là, assis face à nous, sous un pommier. Une pomme se détache et tombe précisément entre eux deux...

## Fiche technique
- Titre : Tant qu'il y aura des pommes
- Réalisation : Manuel Otéro
- Scénario : Manuel Otéro
- Musique : Pascal Comelade
- Montage : Manuel Otéro
- Société de production : Cinémation
- Pays d'origine :  France
- Format : couleur — 35 mm — 1,66:1 — Son : Dolby Stereo
- Genre : court métrage
- Durée : 6 minutes
- Date de sortie : 1999 (France)